# エヒメテンナンショウ
エヒメテンナンショウ（学名:Arisaema ehimense）は、サトイモ科テンナンショウ属の多年草。
和名のとおり愛媛県の瀬戸内海側に分布する。偽茎部が長く、葉の先端と仏炎苞舷部の先端が細長く伸び、垂れ下がる。小型の株は雄花序をつけ、同一のものが大型になると雌花序または両性花序をつける雌雄偽異株で、雄株から雌株に完全に性転換する。

## 特徴
植物体の高さは110cmに達する。偽茎部は葉柄部の3倍ほどの長さになり、20-75cmになる。葉はふつう2個つき、葉身は鳥足状に7-13個、ときに17個に分裂し、小葉間の葉軸は発達する。小葉は長楕円形で、縁は全縁ときに鋸歯縁となり、小葉の先端は尾状に細まり、やや糸状に伸びて垂れ下がる。
花期は、4-5月。花序は葉の展開より遅れて開く。花序柄は葉柄部より短い。仏炎苞は淡緑色で、不透明で白い条線がある。まれに紫色をおびる仏炎苞をもつ個体がある。仏炎苞筒部は上に向かって広がり、筒部口辺部はやや開出するか狭く反曲し、仏炎苞舷部は卵形から狭卵形で、先端は狭三角状に細まって糸状に長く伸びて斜め下方に垂れ、ときに長さ25cmに達する。花序付属体は柄があり、棒状で、先端はしばしば紫褐色になる。1つの子房中に4-9個の胚珠がある。果実は秋に赤熟する。染色体数は2n=28。

## 分布と生育環境
日本固有種。四国の愛媛県西部の瀬戸内海側に分布し、林下や林縁に生育する。

## 名前の由来
和名エヒメテンナンショウおよび種小名（種形容語）ehimense は、邑田仁および大野順一 (1989) による命名。邑田仁および大野順一 (1987) は、愛媛県北条市（現、松山市）の高縄山西麓でタイプ標本を採集した。

## 近縁の種
本属の、同じマムシグサ節 Sect. Pistillataのマムシグサ群 A. serratum group に属する、アオテンナンショウ Arisaema tosaense Makino (1901)に似る。仏炎苞舷部が細長く糸状に伸びる点では似るが、同種は、偽茎は葉柄部と同長かやや長く、仏炎苞が半透明で白い条線は目立たない。花序付属体は太棒状で緑色になる。一方、本種は、偽茎は葉柄部の3倍ほどの長さがあり、仏炎苞が不透明で白い条線がある。花序付属体は棒状で先端がしばしば紫褐色になる。
また、本種は、形態的に、アオテンナンショウとカントウマムシグサ A. serratum (Thunb.) Schott (1832)の中間であり、両種の交雑起源の種と考えられている。アオテンナンショウの分布域は瀬戸内海とその周辺部であり、本種との分布地が接しているが、カントウマムシグサと混生する場所は見つかっていないという。また、本種は、アオテンナンショウと比べ、海抜の低い場所に分布し、すみ分けの傾向があるという。

## 種の保全状況評価
国（環境省）のレッドデータブック、レッドリストでの選定はない。また、都道府県のレッドデータ、レッドリストでも選定がないが、愛媛県松山市のレッドデータブックで準絶滅危惧(NT)に評価されている。

## ギャラリー

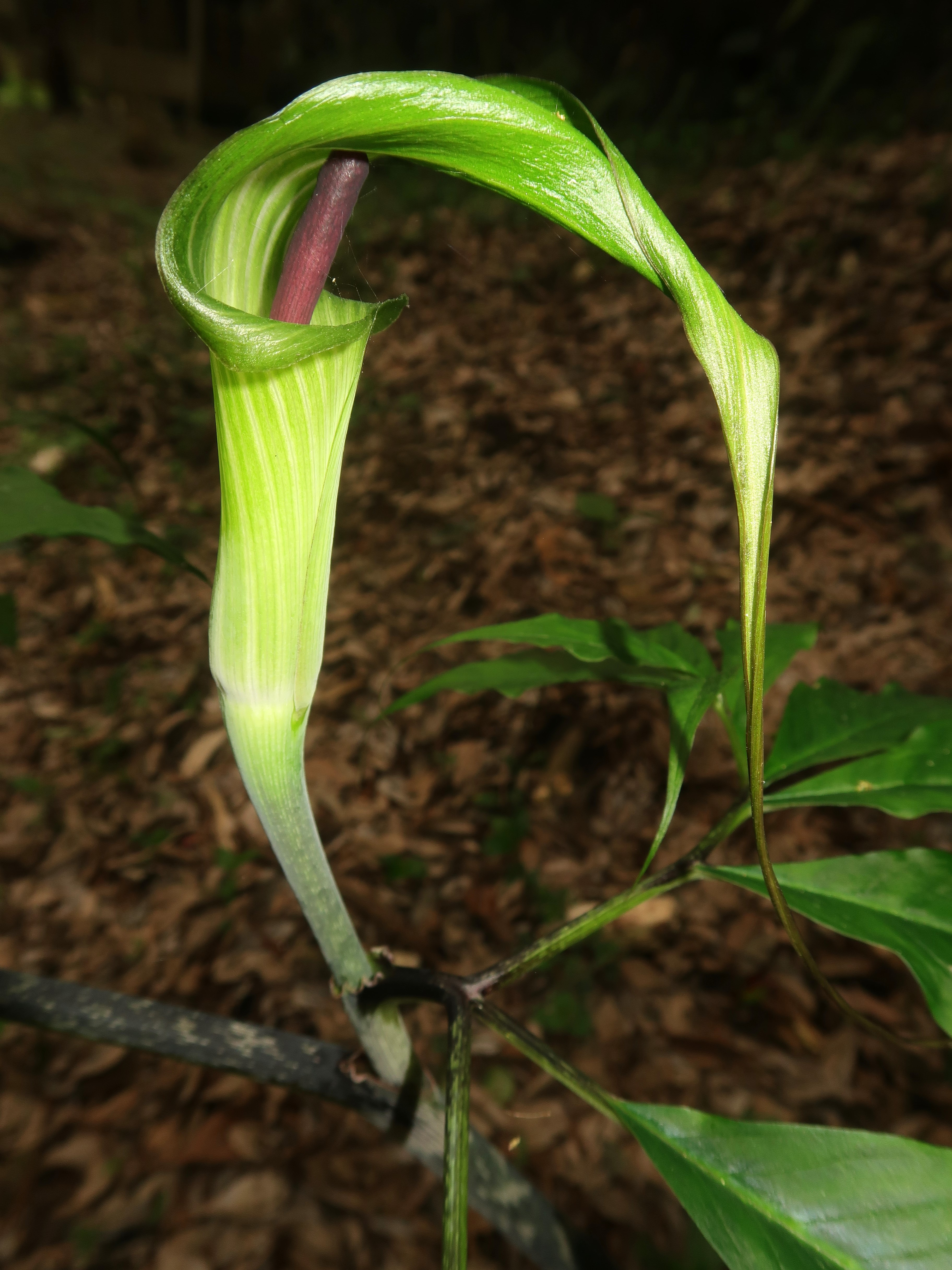
仏炎苞筒部は上に向かって広がり、筒部口辺部はやや開出するか狭く反曲する。花序付属体は柄があり、棒状で、先端はしばしば紫褐色になる。
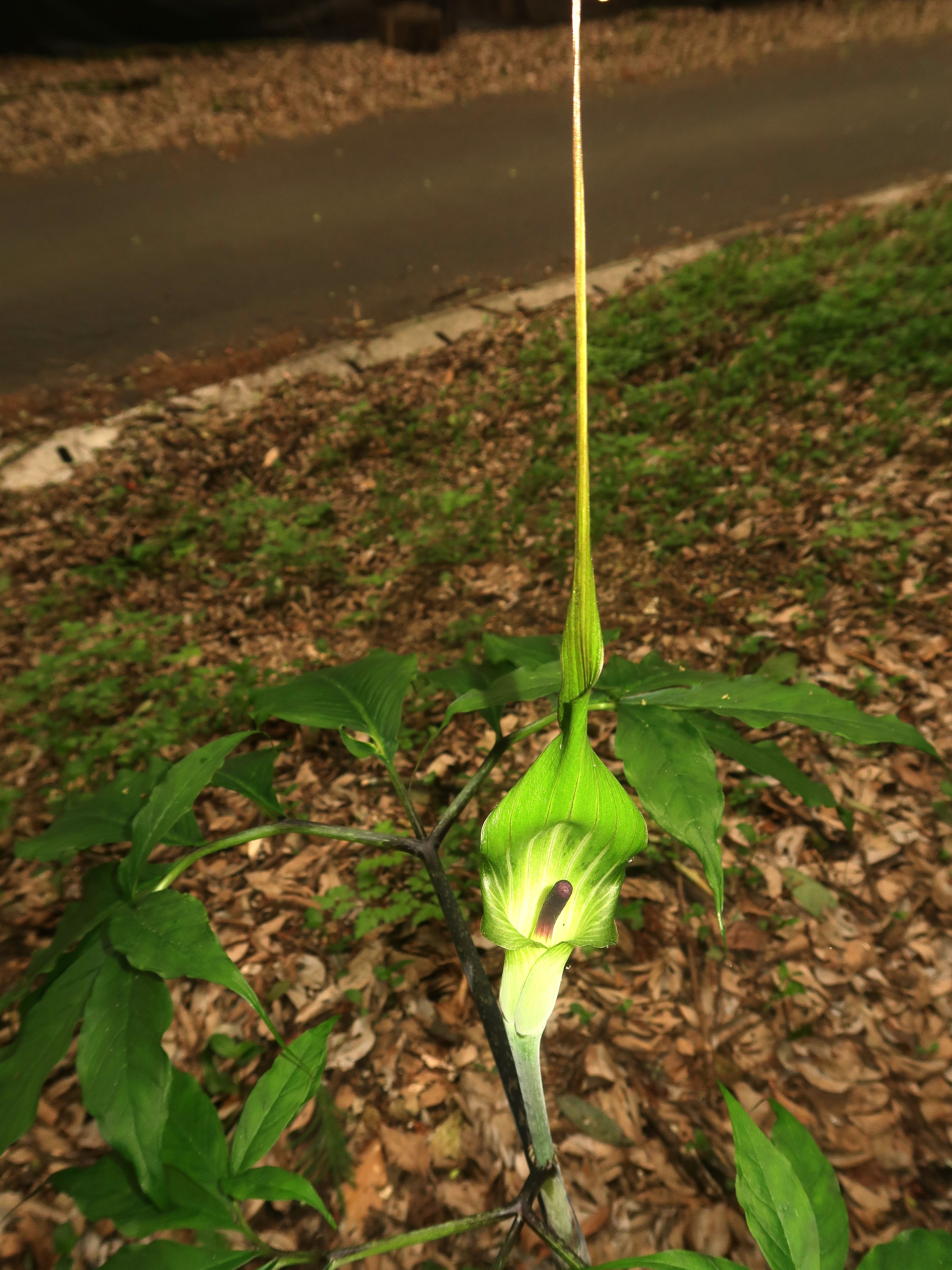
仏炎苞は淡緑色で、不透明で白い条線がある。仏炎苞舷部は卵形から狭卵形で、先端は狭三角状に細まって糸状に長く伸びて斜め下方に垂れ、ときに長さ25cmに達する。仏炎苞舷部先端をつまんで撮影。
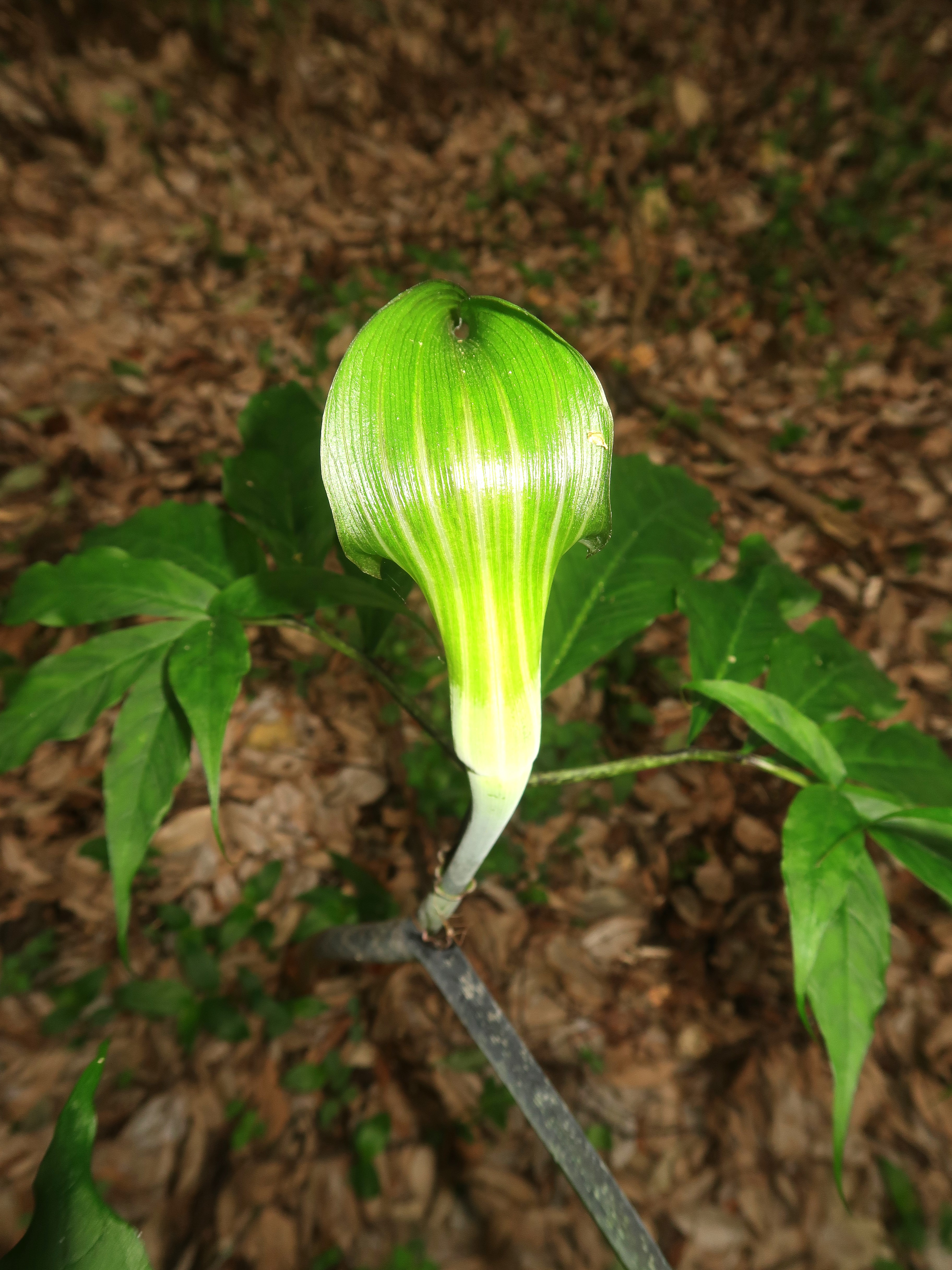
仏炎苞は淡緑色で、不透明で白い条線がある。アオテンナンショウのように半透明にならない。
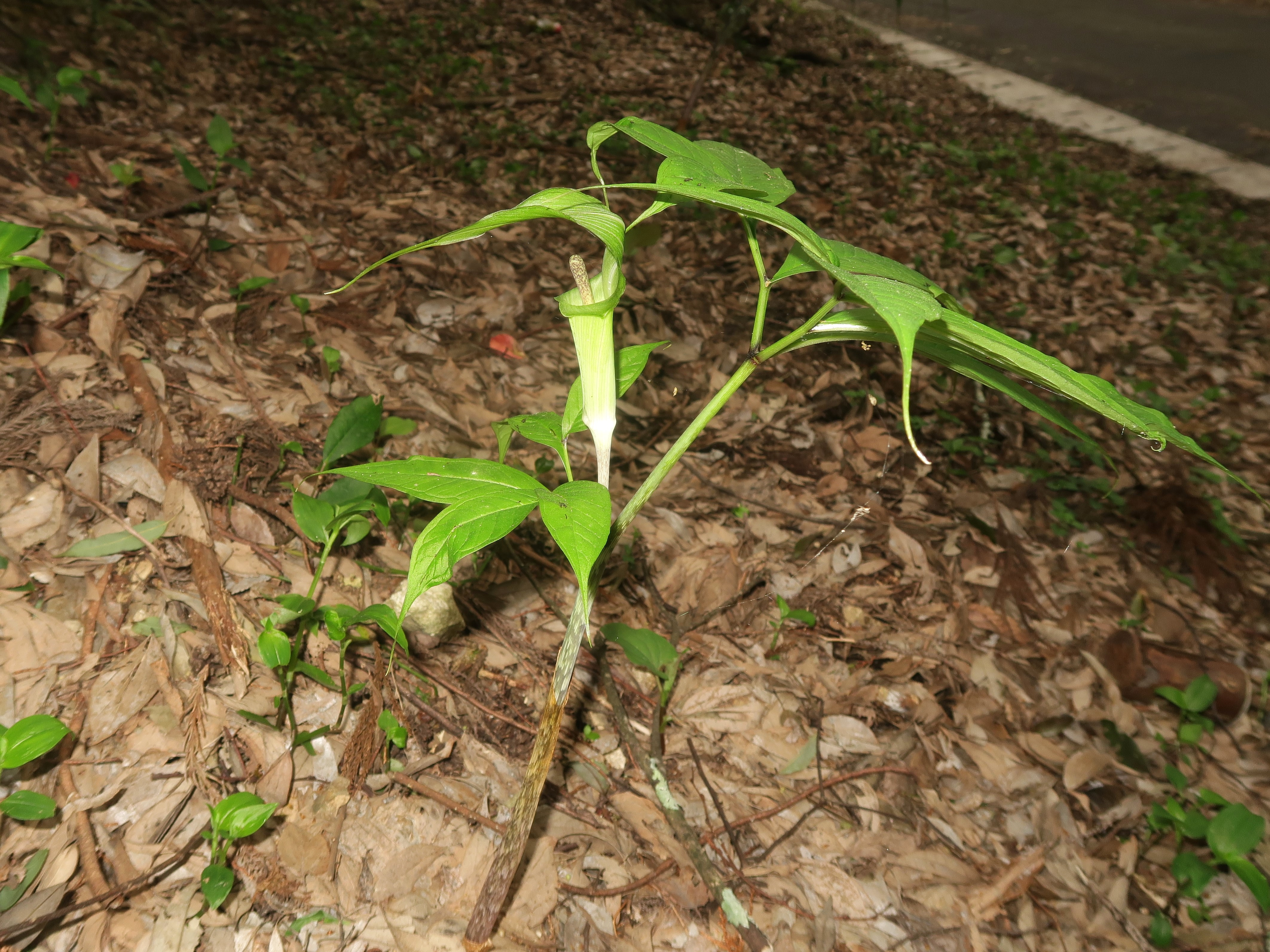
花序付属体の先端が紫褐色にならない個体もある。
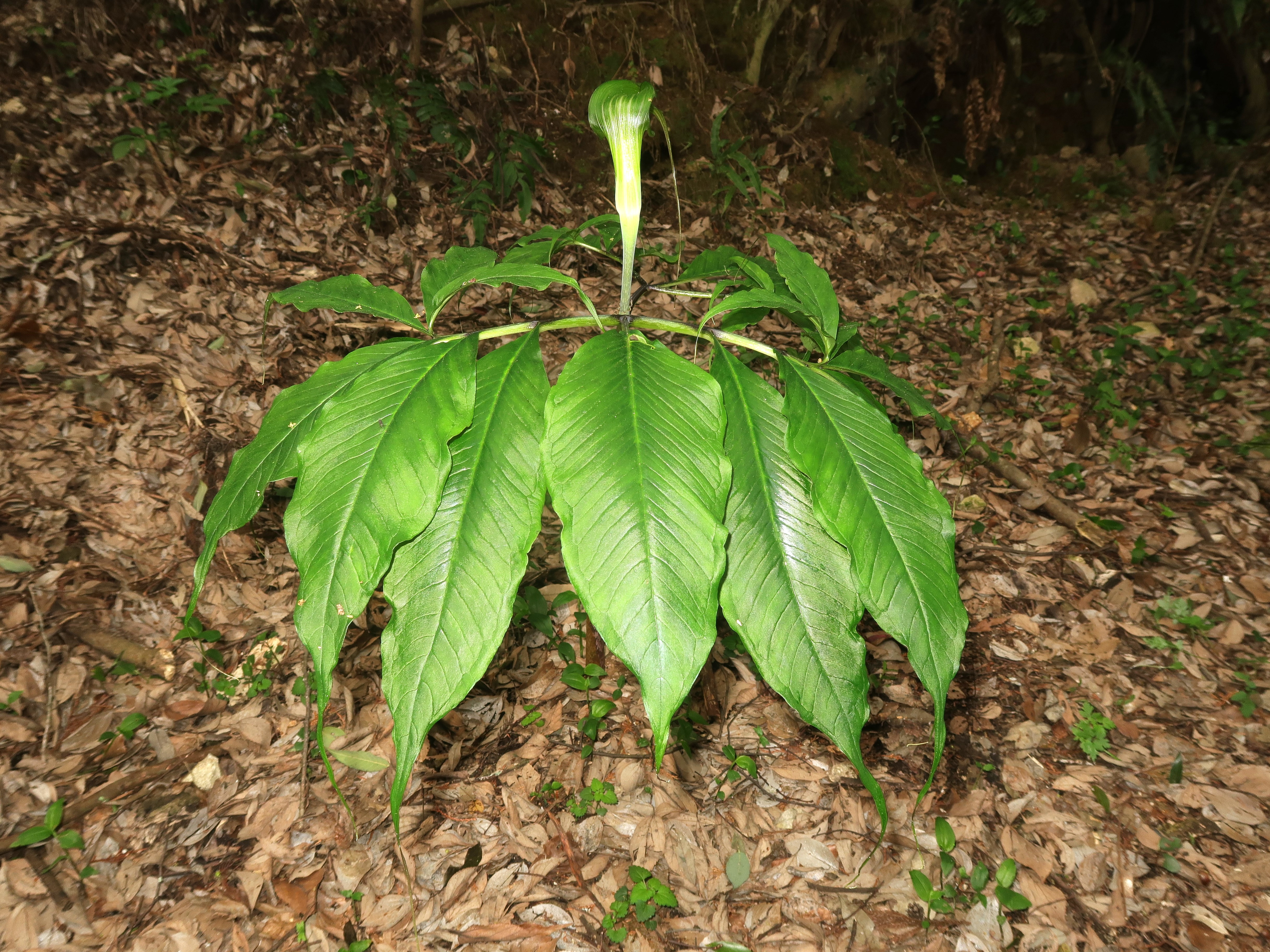
葉はふつう2個つき、葉身は鳥足状に13個に分裂し、小葉間の葉軸は発達する。小葉は長楕円形で、縁は全縁。
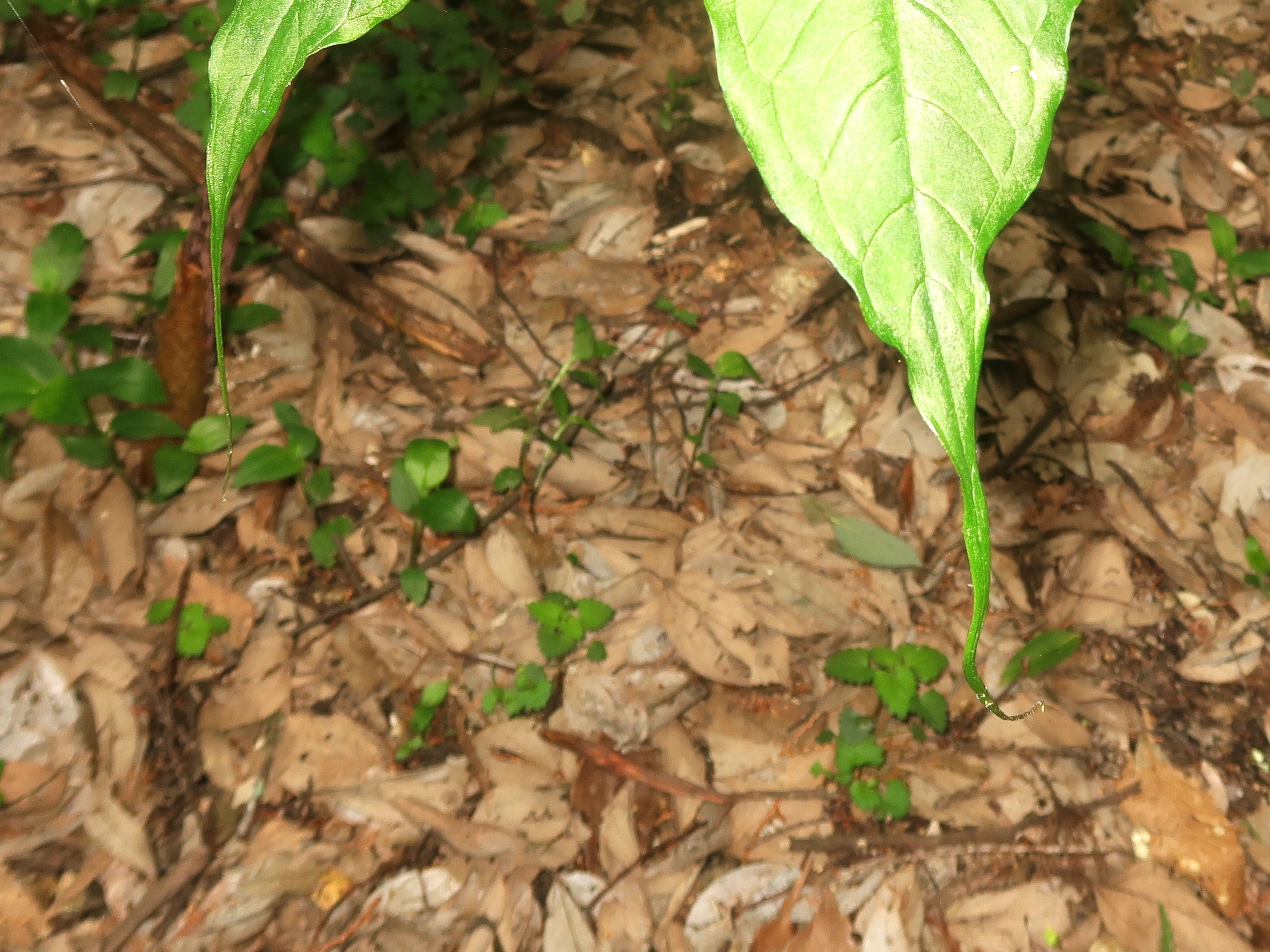
小葉の先端は尾状に細まり、やや糸状に伸びて垂れ下がる。